# 디너 인 아메리카
《디너 인 아메리카》(Dinner in America)는 미국에서 제작된 애덤 레미어 감독의 2020년 코미디, 드라마 영화이다. 카일 갈너 등이 주연으로 출연하였다. 미시간주 디트로이트에서 촬영된 이 영화는 2020년 선댄스 영화제에서 초연되었다.
2021년 부천판타스틱영화제 상영.
리뷰 애그리게이터 웹사이트 로튼토마토에 따르면 이 영화의 점수는 43명의 비평가 리뷰를 기반으로 95%의 점수를 얻었으며 평균 점수는 8.40/10이다.

## 출연

### 주연
- 카일 갈너
- 에밀리 스케그스